# Yūsuke Minoguchi
Yūsuke Minoguchi (jap. 簔口 祐介 Minoguchi Yūsuke; ur. 23 sierpnia 1965) – japoński piłkarz.

## Kariera klubowa
Od 1988 do 1996 roku występował w klubach JEF United Ichihara, PJM Futures, Fukuoka Blux i Oita Trinity.

## Kariera reprezentacyjna
W 1988 roku został powołany do kadry na Puchar Azji.